# Ich bete an die Macht der Liebe

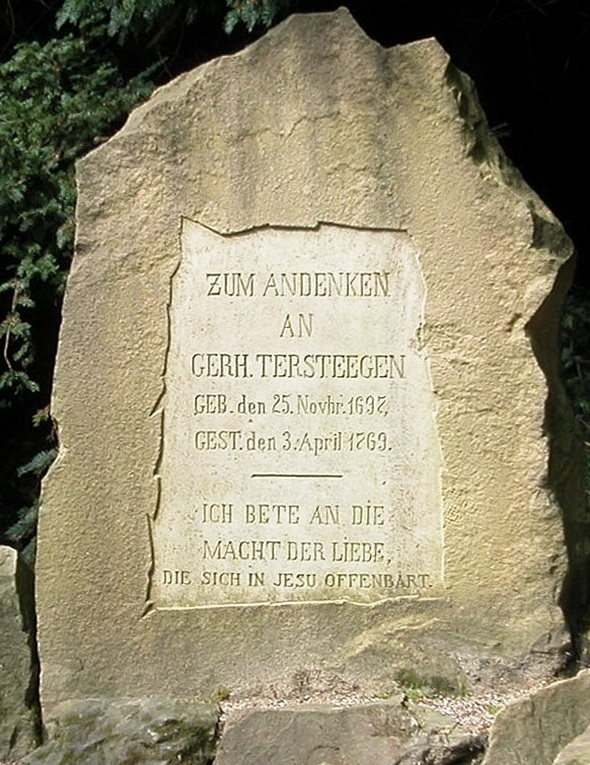
Tersteegen-Denkmal mit dem Anfang des Gedichts

Ich bete an die Macht der Liebe ist die erste Zeile der ursprünglich vierten Strophe des geistlichen Liedes Für dich sei ganz mein Herz und Leben. Dessen Text schrieb der pietistische Prediger Gerhard Tersteegen im Jahr 1750. Im Erstdruck sind dem Lied der Titel Die in Jesu eröffnete Liebe Gottes und die Melodieangabe Wer nur den lieben Gott läßt walten beigegeben.

## Inhalt
Das Lied besingt die erlösende Liebe Gottes, der „mich“ – das lyrische Ich bzw. den Sänger des Liedes – durch Jesus aus dem „Zwange“ eines selbstbezogenen Daseins (Originalstrophe 2) befreite: „Ich will, anstatt an mich zu denken, ins Meer der Liebe mich versenken“ (Originalstrophe 4).

## Melodie
Die Melodie, mit der Ich bete an berühmt wurde, stammt von dem in Sankt Petersburg wirkenden russischen Komponisten Dmitri Stepanowitsch Bortnjanski (1751–1825). Er komponierte sie 1822 zu dem von Michail Matwejewitsch Cheraskow (1733–1807) verfassten, später als Freimaurerlied bekannt gewordenen Text Kol’ slaven naš Gospod’ v Sione („Wie gepriesen ist unser Herr in Zion“). Diese Liedstrophe wurde am Zarenhof Alexanders I. eingeführt.

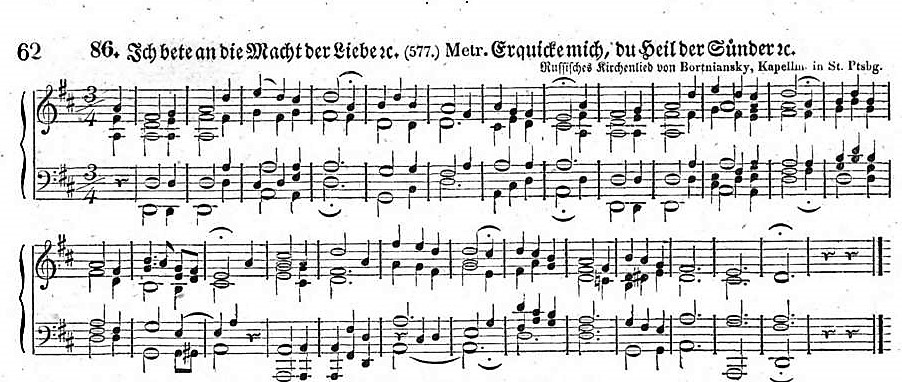
Ich bete an die Macht der Liebe im Choralbuch von 1825

Die Zuordnung der Melodie zu der Liedstrophe Gerhard Tersteegens findet sich zum ersten Mal in einem durch den ehemaligen katholischen Priester Johannes Evangelista Goßner (1773–1858), einen aus Bayerisch Schwaben stammenden, 1820–1824 an der Malteserkirche in Sankt Petersburg tätigen pietistischen Pfarrer, und durch den dort an der lutherischen St.-Katharinen-Kirche wirkenden russischen Organisten Iwan Karlowitsch Tscherlizki (1799–1865) bearbeiteten Choralbuch. Enthaltend die Melodieen zu der Sammlung auserlesener Lieder von der erlösenden Liebe und den Liedern im Schatzkästchen von Johannes Gossner. Mit Stereotypen gedruckt. Leipzig bei Karl Tauchnitz, 1825, S. 82, [Nr.] 86: „Ich bete an die Macht der Liebe &c. […].“ Durch seine Tätigkeit in Berlin (1826–1858) vermittelte Goßner die Melodie, die er in Sankt Petersburg kennengelernt hatte, samt deutschem Text an den Hof König Friedrich Wilhelms III. von Preußen und seiner Nachfolger.
Melodie:

## Großer Zapfenstreich
Friedrich Wilhelm III. hatte 1813, während der antinapoleonischen Befreiungskriege, nach russischem Vorbild die Anfügung eines Gebets an das militärische Abendritual des Zapfenstreichs angeordnet – Ausdruck des religiösen Selbstverständnisses der Heiligen Allianz. Seit Ich bete an die Macht der Liebe mit der Bortnjanskischen Melodie am 12. Mai 1838 in Berlin beim neugeordneten und in Gegenwart des russischen Zaren aufwendig ausgeführten Zapfenstreich als dieses Abendgebet erklungen war, gehört das Stück zum Bestand des Zeremoniells.
Der Choral wird regelmäßig als Bestandteil des Großen Zapfenstreichs der Deutschen Bundeswehr gespielt – außer in Bayern, wo das Bayerische Militärgebet von Johann Kaspar Aiblinger gespielt wird.
Im Rahmen des Großen Zapfenstreiches erfolgt vor dem Lied das Kommando „Helm ab – zum Gebet“, nach dem Lied erfolgt das Kommando „Helm auf“ und es erklingt der „Ruf nach dem Gebet“.

## Text

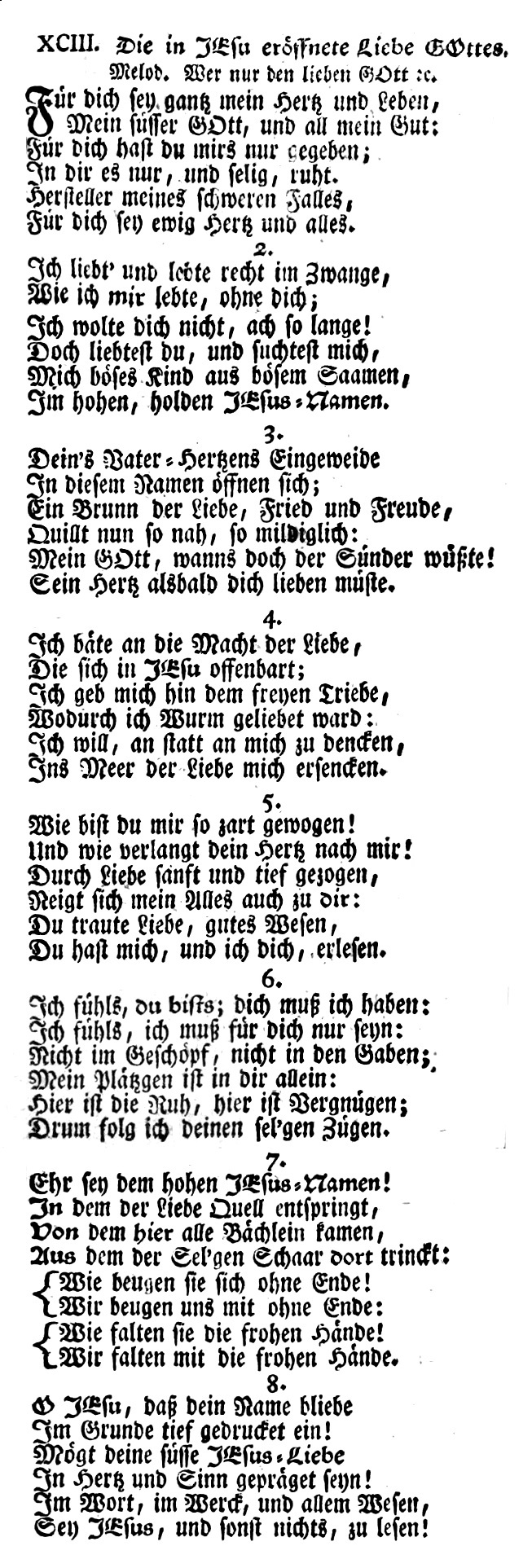
Erstdruck des Liedes in der sechsten Auflage von Tersteegens Geistlichem Blumen-Gärtlein inniger Seelen, 1757

Der Originaltext enthält viele Wendungen, die schon Anfang des 19. Jahrhunderts als nicht mehr erträglich empfunden wurden und seitdem Anlass für immer neue Bearbeitungen, Umstellungen und Kürzungen gaben. Im Evangelischen Gesangbuch, Regionalteil Rheinland-Westfalen-Lippe, sind vier Strophen mit der Melodie von Bortnjanski enthalten (Nr. 661):
Für dich sei ganz mein Herz und Leben,

mein süßer Gott, und all mein Gut,

für dich hast du mir’s nur gegeben,

in dir es nur und selig ruht.

Hersteller meines schweren Falles,

für dich sei ewig Herz und alles.

Ich bete an die Macht der Liebe,

die sich in Jesus offenbart;

ich geb mich hin dem freien Triebe,

wodurch ich Wurm geliebet ward;

ich will, anstatt an mich zu denken,

ins Meer der Liebe mich versenken.

Wie bist du mir so zart gewogen.

Und wie verlangt dein Herz nach mir!

Durch Liebe sanft und tief gezogen

neigt sich mein Alles auch zu dir.

Du traute Liebe, gutes Wesen,

du hast mich und ich dich erlesen.

O Jesu, dass dein Name bliebe

im Herzen tief gedrücket ein;

möcht deine süße Jesusliebe

in Herz und Sinn gepräget sein.

Im Wort, im Werk und allem Wesen

sei Jesus und sonst nichts zu lesen.

## Rezeption in christlichen Gesangbüchern (Auswahl)
Das Lied war und ist in vielen Gesangbüchern enthalten. Einige Beispiele:
- Im Stammteil des Evangelischen Gesangbuchs ist das Lied nicht enthalten, allerdings in einigen Regionalteilen, so zum Beispiel in dem für das Rheinland, Westfalen und Lippe ist unter Nr. 661 eine vierstrophige Fassung abgedruckt (siehe oben).
  - Der Regionalteil des Evangelischen Kirchengesangbuchs für dieselben Landeskirchen enthielt eine fünfstrophige Fassung mit einer von Tersteegen selbst 1779 komponierten Melodie. Statt „wodurch ich Wurm geliebet ward“ hieß es dort „wodurch auch ich geliebet ward“.
- Im Regionalteil für die Evangelische Kirche in Hessen und Nassau ist unter Nr. 617 eine dreistrophige Fassung enthalten.
- Im Regionalteil für die Nordelbische Evangelisch-Lutherische Kirche ist unter Nr. 615 eine fünfstrophige Fassung enthalten.
- Feiern & Loben – drei Strophen (Nr. 358)
  - So auch schon im Vorgänger Gemeindelieder (Nr. 313)
- Gesangbuch der Evangelisch-methodistischen Kirche – fünf Strophen (Nr. 123) mit einem vierstimmigen Chorsatz von Paul Ernst Ruppel
- Mennonitisches Gesangbuch – vier Strophen (Nr. 41)
  - In dessen Vorgänger Gesangbuch[3] mit sechs Strophen (Nr. 55).
- Laudate Patrem, Gesangbuch der Priesterbruderschaft St. Petrus – fünf Strophen (Nr. 226, geänderte Fassung)